# Ruffians (US-amerikanische Band)
Ruffians ist eine 1983 im kalifornischen Berkeley gegründete Power-Metal-Band.
Die Gründungsmitglieder der Band waren die Gitarristen Craig Behrhorst und Chris Atchison sowie der Schlagzeuger Luke Bowman. 1985 veröffentlichte die Band ihr selbstbetiteltes Debüt auf dem extra dafür gegründeten Label Victory Records. Im selben Jahr verließ Sänger Carl Albert die Band und trat der Formation Villain bei. Ab 1988 war er als Sänger bei Vicious Rumors tätig, bis er 1995 bei einem Autounfall verstarb. Den Posten des Sängers bei Ruffians übernahm 1986 Rich Wilde. 1987 nahm die Band eine EP mit vier Stücken auf. 1989 lösten sich Ruffians auf.
Eine treue Fanbasis sorgte dafür, dass sich die Band aus der Bay Area 2004 reformierte und im selben Jahr beim Festival Bang Your Head in Balingen auftraten. Bis 2006 wurden drei Alben veröffentlicht. 2006 verstarb der frühere Bassist Dan Moura, der auf dem Debüt zu hören ist.

## Diskografie
- 1985: Ruffians (EP, Victory Records)
- 2004: 85 & Live  (Hellion Records)
- 2005: There & back (Old School Metal Records)
- 2006: Desert of Tears (Metal Heaven)